# Hornoldendorf
Hornoldendorf este o localitate mică care se află la 3 km și aparține de orașul Detmold. Localitățile respectiv sectoarele vecine sunt: Berlebeck, Heiligenkirchen, Detmold-Süd, Spork-Eichholz, Remmighausen și Schönemark. Localitatea care considerată cea mai veche din districtul Lippe, este traversată de râul Wiembecke. La marginea de est se află parcul particular „Gutspark” care are suprafața de 1 hectar, nefiind deschis vizitării publice. In apropiere de sat se află un mormânt care datează din epoca bronzului, probabil a exitat aici și o capelă creștină, care în anul 1408 a fost distrusă. Hornoldendorf este pentru prima oară amintit în secolul IX ca parohie aparținătoare de catedrala din Paderborn. Prin secolul XVI, aici se va stabili nobilimea mică din regiune. Din anul 1610 Hornoldendorf împreună cu alte localități va aparține ducelui  Simon VI. Din cauza datoriilor mari (700.000 de taleri) ducele este nevoit să cedeze proprietatea prefectului „Hans Adam von Hammerstein”. In anul 1709 proprietarul localității este reclamat pentru producerea și comercializarea ilegală de alcool. In anul 1793 este acordat dreptul familiei Hammerstein de a comercializa alcool, iar în anul localitatea va fi vândută funcționarului (Amtmann) Brakmann. In continuare Hornoldendorf trece în poprietatea lui Cäsar (1830), Troost (1858), Ebel (1872), Walbrecht (1873) și Oetker, din 1939 va avea în continuare diferiți proprietari.